# Baraja de tarot Visconti-Sforza

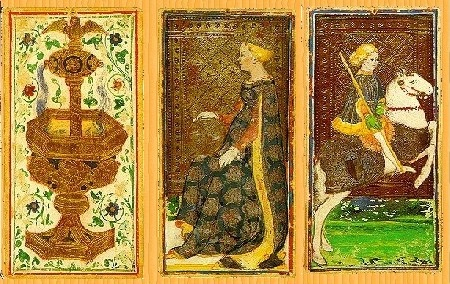
Tarjetas del mazo de cartas Pierpont-Morgan Bergamo; de izquierda a derecha: as de copas, reina de oros y caballero de bastos.

El nombre de tarot Visconti-Sforza se usa de manera genérica para referirse a varios conjuntos incompletos de aproximadamente 15 cartas o tarjetas que datan de mitad del siglo XV, ahora localizados en varios museos, bibliotecas y colecciones privadas alrededor del mundo. Ningún mazo completo ha sobrevivido; más bien, algunas colecciones presumen unas cuantas cartas o tarjetas de figuras, mientras que otras constan de una sola carta o tarjeta. Son los más antiguos mazos supervivientes de tarot y datan del periodo inicial cuando el tarot era todavía llamado trionfi ("triunfos"), y se utilizaba para el juego cotidiano. Estos tarot fueron encargados por Filippo Maria Visconti, duque de Milán, y por su sucesor y yerno Francisco I Sforza. Tuvieron un impacto significativo en la composición visual, numeración e interpretación de los modernos mazos de cartas.

## Visión general
Las cartas supervivientes son de interés histórico particular debido a la belleza y detalle del diseño, el cual era a menudo ejecutado en materiales preciosos; con frecuencia reproducen a miembros de las familias Visconti y Sforza, de acuerdo a las vestimentas y ambientes decorativos del periodo. Consiguientemente, las cartas también ofrecen una visión de la vida nobiliaria en el Milán del Renacimiento, hogar de los Visconti desde el siglo XIII.
Las tres colecciones más famosas son la Pierpont-Morgan Bergamo, la Cary-Yale y la Brera-Brambilla. Todas se discuten con más detalle a continuación. 

### Pierpont-Morgan Bergamo
Esta baraja, también conocida como Colleoni-Baglioni y Francesco Sforza, fue producida alrededor de 1451. Originalmente estaba compuesta por 78 naipes; ahora solo contiene 74 (20 triunfos, 15 cartas de figuras o arcanos mayores, y 39 cartas "pip" o palos menores). La biblioteca Pierpont-Morgan en la ciudad de Nueva York tiene 35, la Accademia Carrara tiene 26 en su catálogo, mientras que las restantes 13 están en la colección privada de la familia Colleoni en Bérgamo. Triunfos y arcanos tienen un fondo dorado, mientras que los naipes "pip" o menores están pintados en color crema con motivos de flores y parras. Los dos triunfos desaparecidos son el Diablo  y la Torre. Modernas reproducciones que se han publicado de esta baraja normalmente contienen intentos de reconstrucción de los naipes desaparecidos.
Las figuras del palo de bastos o  bastoni lucen indumentaria plisada de plata y llevan un bastón largo; un barco grande corona los extremos excepto el naipe del Rey, cuyo bastón tiene un florón en la parte superior.
Los naipes con figuras del palo de copas llevan indumentaria dorada, embellecida por un motivo heráldico de sol y rayos; cada figura lleva un cáliz grande, como es habitual en este palo. El palo de espadas representa a las figuras vestidas con armadura completa y llevando una espada grande. Curiosamente, los caracteres representados en el palo de oros o denari llevan indumentaria decorada con cintas azules amarradas alrededor de soles circulares. El Caballero de este palo es el único que no lleva una corona ducal.

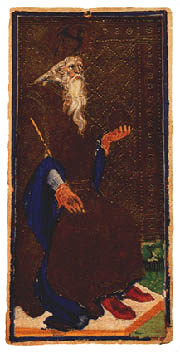
El Emperador.
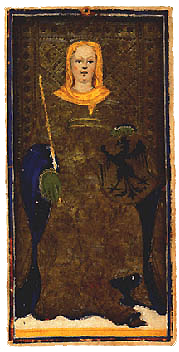
La Emperatriz.
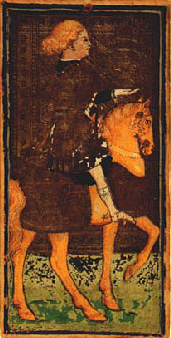
Caballero de copas.
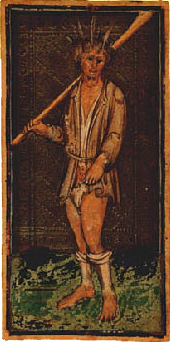
El Loco.
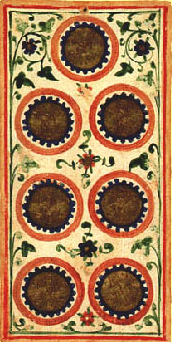
Siete de oros.
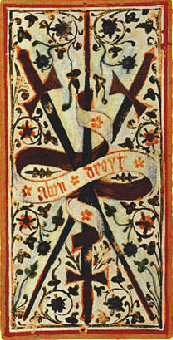
Tres de espadas.
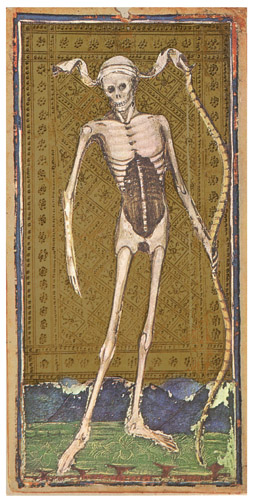
Arcano trece.

### Cary-Yale
Nombrado en honor de la Colección Cary, incorporada a la Biblioteca Universitaria Yale en 1967, es también conocido como el conjunto Visconti di Modrone, y ha sido fechado alrededor de 1466. Algunos académicos, en cambio, han sugerido que este puede ser de hecho el más antiguo mazo de cartas existente, quizás encargado por Filippo Maria Visconti al inicio de su gobierno. Giordano Berti lo fecha en el período 1442-1447, ya que el conjunto de monedas muestra a veces el anverso y otras veces el reverso del florín de oro acuñado por el duque de Milán Filippo Maria Visconti en 1442, y que permaneció en uso hasta 1447, el año de la muerte del duque. Consta de 67 cartas o tarjetas (11 triunfos, 17 figuras y 39 cartas "pip") supervivientes, lo cual ha llevado a la sugerencia de que, dada la distribución del mazo Pierpont-Morgan, el número total de cartas, en la época en que fue producido, pudo haber llegado a 86.

El Cary-Yale es el único mazo histórico occidental con seis categorías de naipes, ya que la "Doncella" y la "Dama a caballo" complementan al tradicional Rey, Reina, Caballero y Sota o Paje. Sus rangos pueden ser determinados por sus posiciones: de pie, montados a caballo, o entronizados. Los triunfos también contienen las tres Virtudes teologales qué aparecen sólo aquí y en las barajas de Minchiate. Todas las cartas de triunfo tienen un fondo dorado, mientras las pip o menores lo tienen de plata.

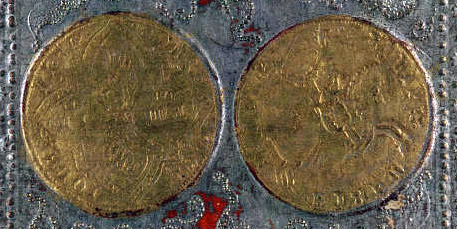
Detalle del cuatro de oros
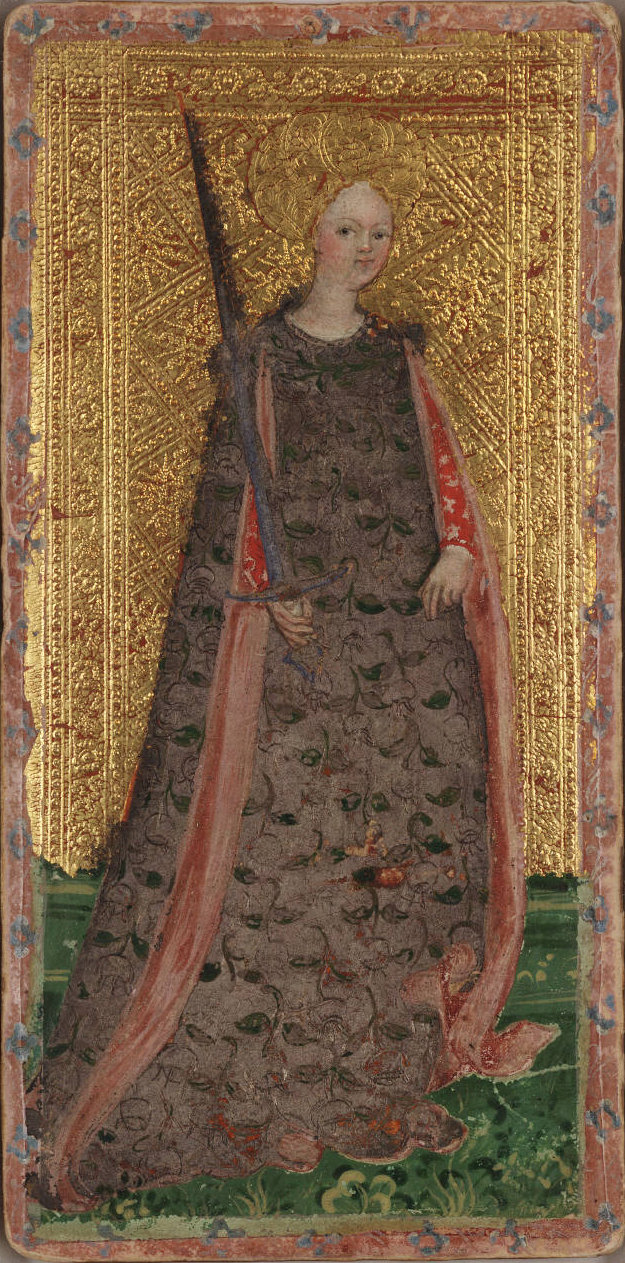
Dama de espadas
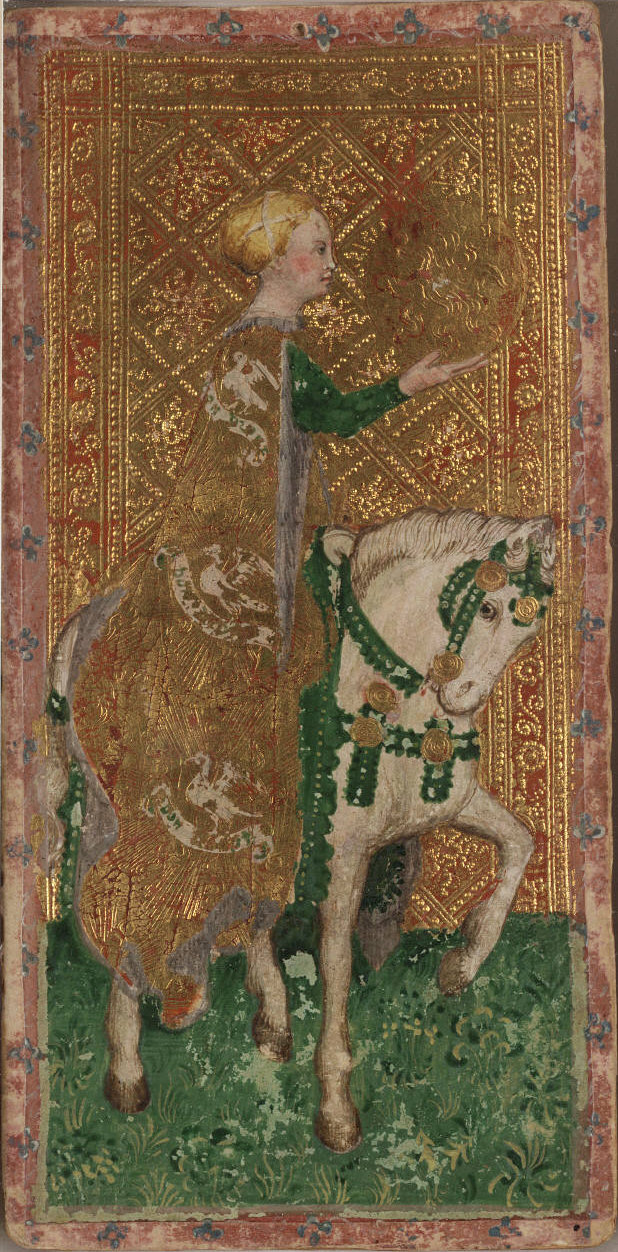
Dama a caballo de oros
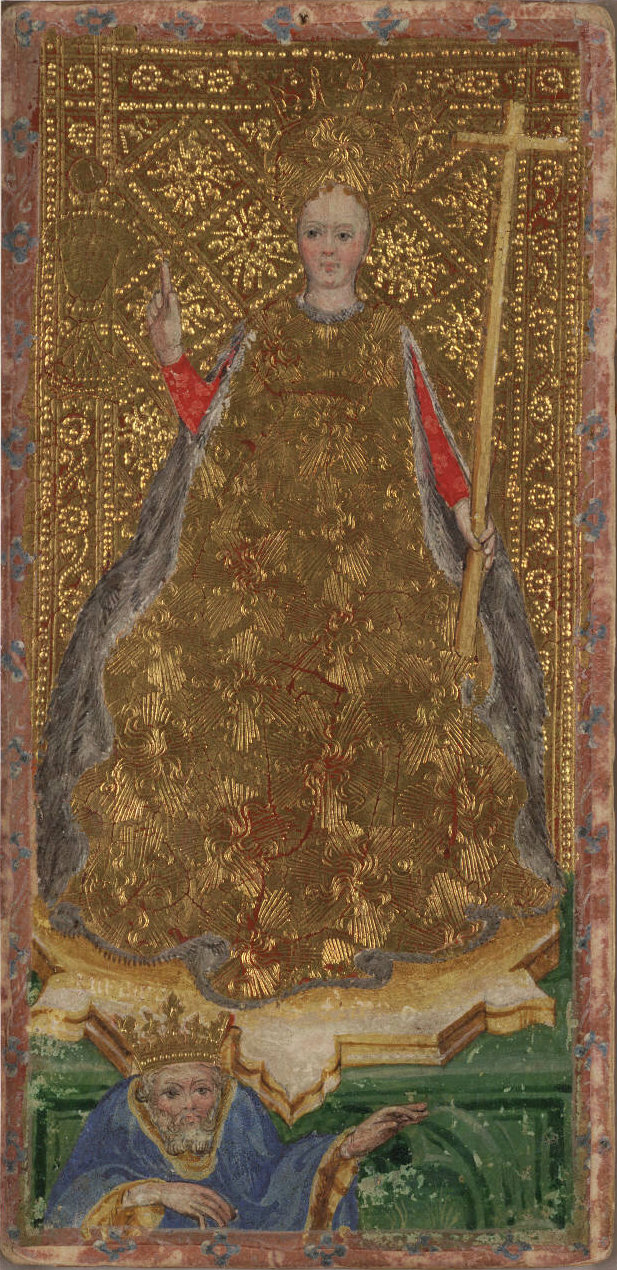
Fe
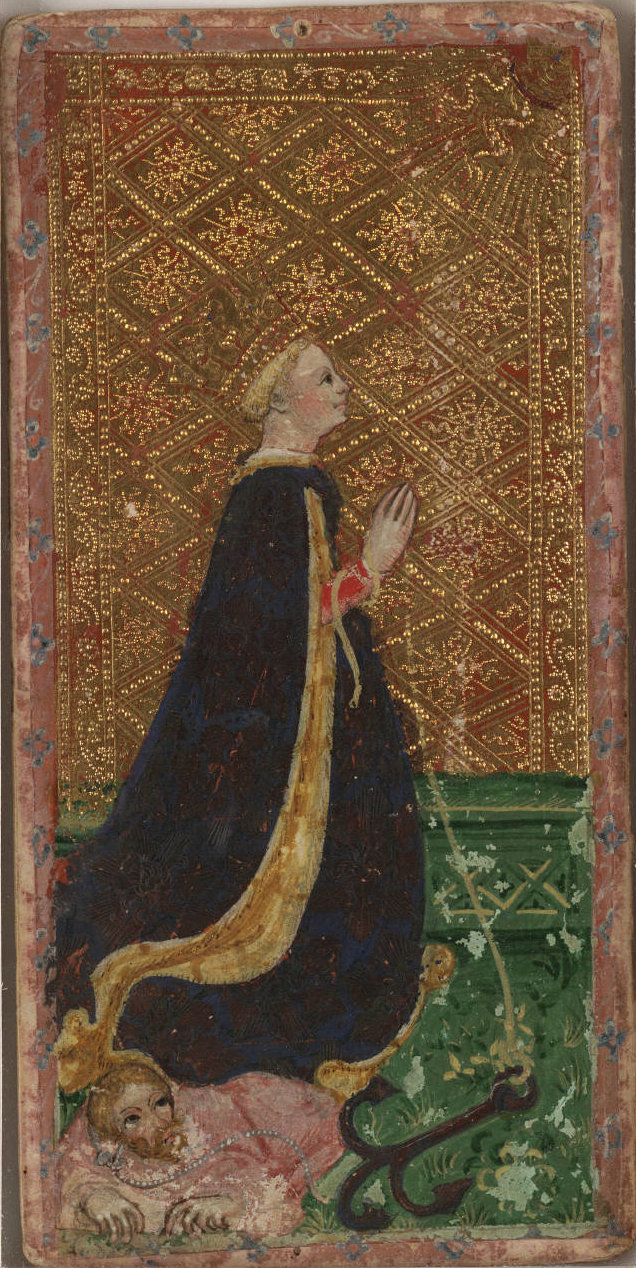
Esperanza
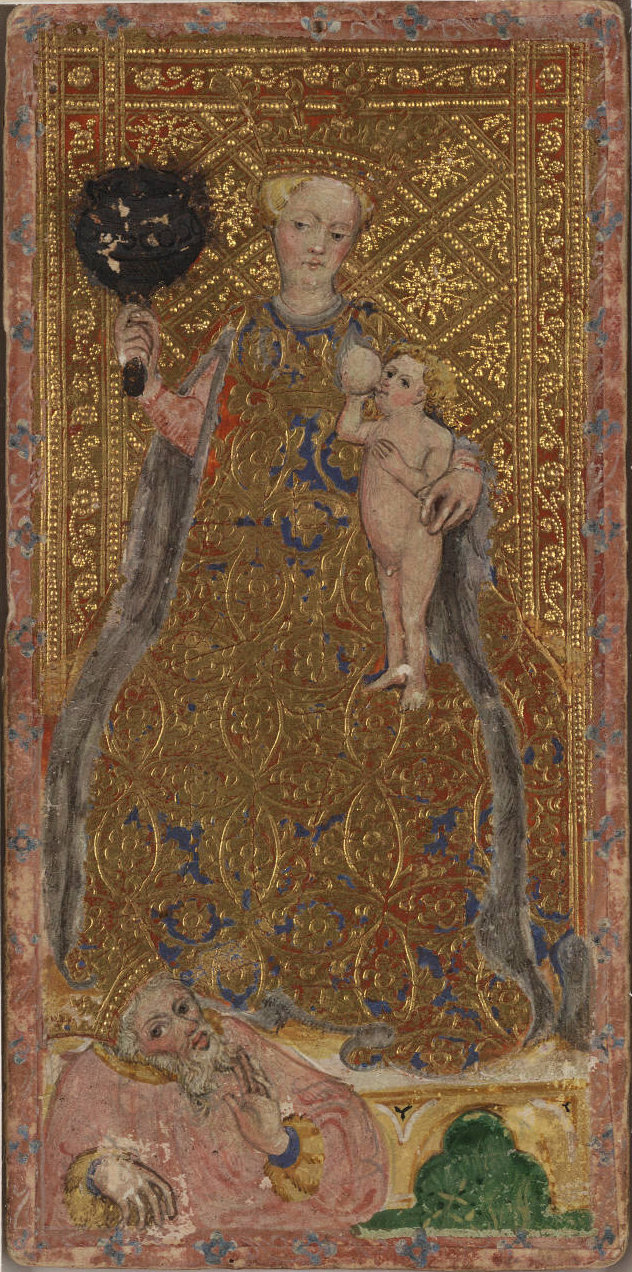
Caridad
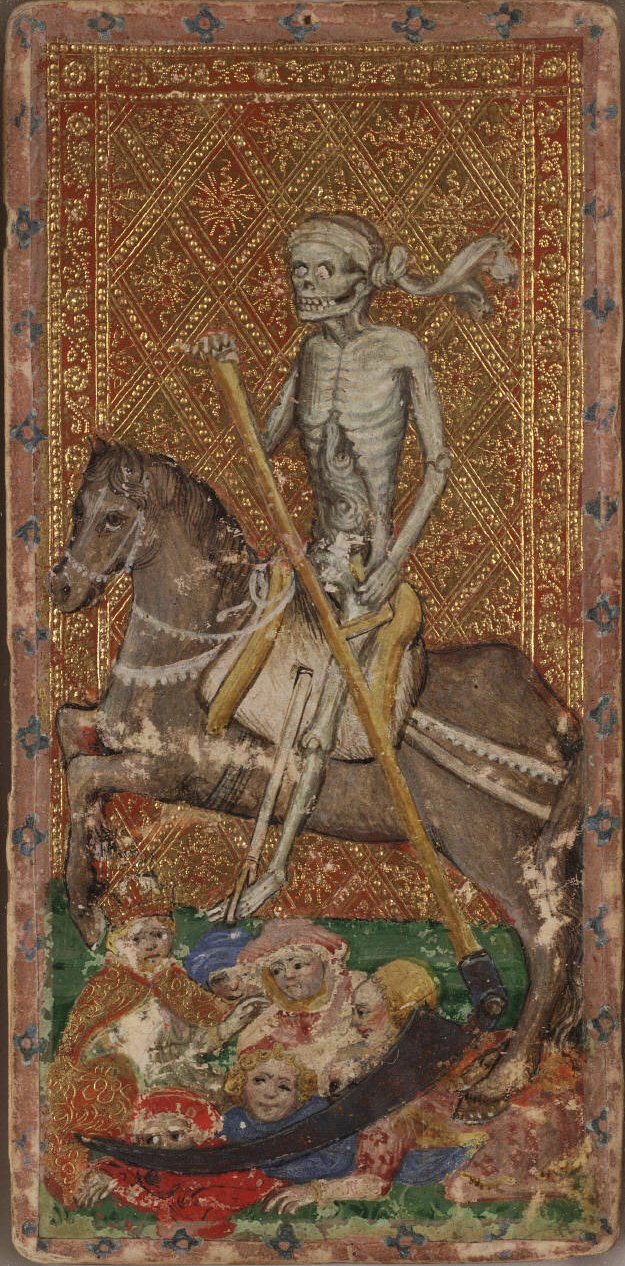
Muerte

### Brera-Brambilla
Este conjunto es nombrado por Giovanni Brambilla, quién adquirió los naipes en Venecia en 1900. A partir de 1971, el mazo se encuentra en el catálogo de la Pinacoteca de Brera en Milán. Aparentemente encargado a Bonifacio Bembo por Francisco I Sforza en 1463, ahora consta de 48 cartas con tan solo dos triunfos - el Emperador y la Rueda de la Fortuna. Todos muestran un fondo dorado, mientras los naipes menores tienen el fondo plateado.
Las siete cartas restantes son: Caballero y Paje de copas; Caballero y Paje de oros; Caballero, Paje y Reina de bastos. Casi todas las cartas menores han sobrevivido, solo se perdió el cuatro de oros.

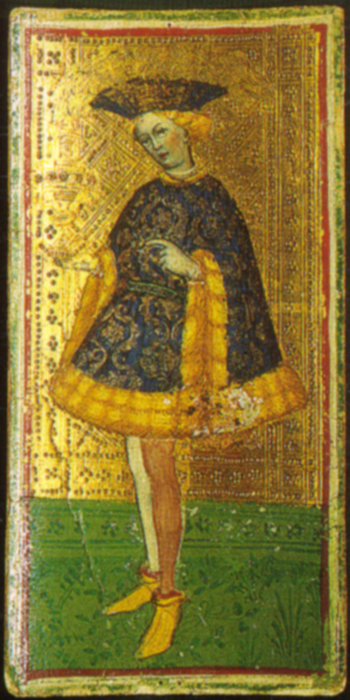
Sota o Paje de copas
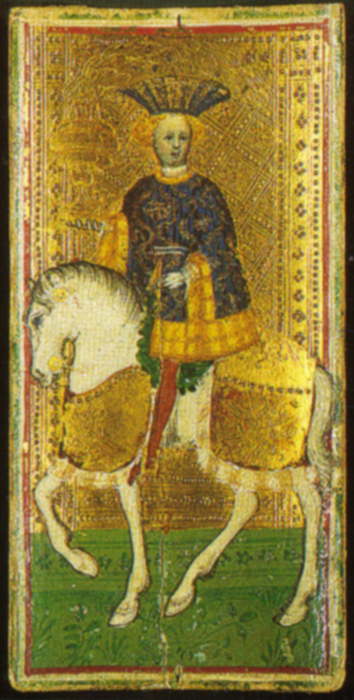
Caballero de copas
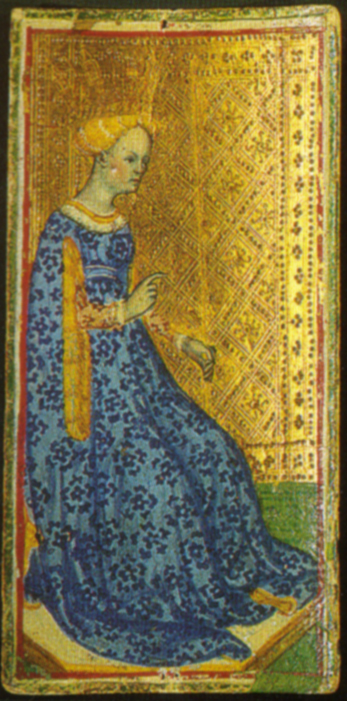
Reina de espadas

## Cuadro resumen de las tres barajas

### Triunfos
| Mazo                    | Visconti di Modrone | Brera-Brambilla     | Pierpont-Morgan         |
| Triunfos usuales        | Triunfos usuales    | Triunfos usuales    | Triunfos usuales        |
| ----------------------- | ------------------- | ------------------- | ----------------------- |
| el loco                 | perdida             | perdida             | Morgan Library          |
| el mago                 | perdida             | perdida             | Morgan Library          |
| la papisa               | perdida             | perdida             | Morgan Library          |
| la emperatriz           | Beinecke Library    | perdida             | Morgan Library          |
| el emperador            | Beinecke Library    | Pinacoteca di Brera | Accademia Carrara       |
| el papa                 | perdida             | perdida             | Morgan Library          |
| los amantes             | Beinecke Library    | perdida             | Morgan Library          |
| el carro                | Beinecke Library    | perdida             | Morgan Library          |
| la justicia             | perdida             | perdida             | Accademia Carrara       |
| el tiempo / el ermitaño | perdida             | perdida             | Morgan Library          |
| la rueda de la fortuna  | perdida             | Pinacoteca di Brera | Morgan Library          |
| la fuerza               | Beinecke Library    | perdida             | cambiada Morgan Library |
| Triunfos inusuales      |                     |                     |                         |
| la fe                   | Beinecke Library    | —                   | —                       |
| la esperanza            | Beinecke Library    | —                   | —                       |
| la caridad              | Beinecke Library    | —                   | —                       |

### Cartas de palos y números
| Oros           |                  |                     |                     |
| Mazo           | Cary-Yale        | Brera-Brambilla     | Pierpont-Morgan     |
| Rey            | Beinecke Library | perdida             | Morgan Library      |
| Reina          | Beinecke Library | perdida             | Morgan Library      |
| Caballero      | Beinecke Library | Pinacoteca di Brera | perdida             |
| Dama a caballo | Beinecke Library | —                   | —                   |
| Sota           | perdida          | Pinacoteca di Brera | Accademia Carrara   |
| Damisela       | Beinecke Library | —                   | —                   |
| 10             | Beinecke Library | Pinacoteca di Brera | Morgan Library      |
| 9              | Beinecke Library | Pinacoteca di Brera | Accademia Carrara   |
| 8              | Beinecke Library | Pinacoteca di Brera | Morgan Library      |
| 7              | Beinecke Library | Pinacoteca di Brera | Morgan Library      |
| 6              | Beinecke Library | Pinacoteca di Brera | Collezione Colleoni |
| 5              | Beinecke Library | Pinacoteca di Brera | Accademia Carrara   |
| 4              | Beinecke Library | perdida             | Collezione Colleoni |
| 3              | perdida          | Pinacoteca di Brera | Collezione Colleoni |
| 2              | Beinecke Library | Pinacoteca di Brera | Collezione Colleoni |
| Asso (as)      | Beinecke Library | Pinacoteca di Brera | Accademia Carrara   |

| Espadas        |                  |                     |                     |
| Mazo           | Cary-Yale        | Brera-Brambilla     | Pierpont-Morgan     |
| Rey            | Beinecke Library | perdida             | Morgan Library      |
| Reina          | Beinecke Library | perdida             | Morgan Library      |
| Caballero      | perdida          | perdida             | Accademia Carrara   |
| Dama a caballo | Beinecke Library | —                   | —                   |
| Sota           | perdida          | perdida             | Accademia Carrara   |
| Damisela       | Beinecke Library | —                   | —                   |
| 10             | Beinecke Library | Pinacoteca di Brera | Morgan Library      |
| 9              | Beinecke Library | Pinacoteca di Brera | Collezione Colleoni |
| 8              | Beinecke Library | Pinacoteca di Brera | Accademia Carrara   |
| 7              | Beinecke Library | Pinacoteca di Brera | Collezione Colleoni |
| 6              | Beinecke Library | Pinacoteca di Brera | Accademia Carrara   |
| 5              | Beinecke Library | Pinacoteca di Brera | perdida             |
| 4              | Beinecke Library | Pinacoteca di Brera | Accademia Carrara   |
| 3              | Beinecke Library | Pinacoteca di Brera | Accademia Carrara   |
| 2              | Beinecke Library | Pinacoteca di Brera | Collezione Colleoni |
| Asso (as)      | Beinecke Library | Pinacoteca di Brera | Morgan Library      |

| Copas          |                  |                     |                     |
| Mazo           | Cary-Yale        | Brera-Brambilla     | Pierpont-Morgan     |
| Rey            | Beinecke Library | perdida             | Accademia Carrara   |
| Reina          | perdida          | perdida             | Morgan Library      |
| Caballero      | Beinecke Library | Pinacoteca di Brera | Morgan Library      |
| Dama a caballo | perdida          | —                   | —                   |
| Sota           | Beinecke Library | Pinacoteca di Brera | Morgan Library      |
| Damisela       | Beinecke Library | —                   | —                   |
| 10             | Beinecke Library | Pinacoteca di Brera | Accademia Carrara   |
| 9              | Beinecke Library | Pinacoteca di Brera | Morgan Library      |
| 8              | Beinecke Library | Pinacoteca di Brera | Collezione Colleoni |
| 7              | Beinecke Library | Pinacoteca di Brera | Collezione Colleoni |
| 6              | Beinecke Library | Pinacoteca di Brera | Accademia Carrara   |
| 5              | Beinecke Library | Pinacoteca di Brera | Morgan Library      |
| 4              | Beinecke Library | Pinacoteca di Brera | Collezione Colleoni |
| 3              | Beinecke Library | Pinacoteca di Brera | Morgan Library      |
| 2              | Beinecke Library | Pinacoteca di Brera | Accademia Carrara   |
| Asso (as)      | Beinecke Library | Pinacoteca di Brera | Morgan Library      |

| Bastos         |                                                      |                     |                     |
| Mazo           | Cary-Yale                                            | Brera-Brambilla     | Pierpont-Morgan     |
| Rey            | perdida                                              | perdida             | Morgan Library      |
| Reina          | Beinecke Library                                     | Pinacoteca di Brera | Accademia Carrara   |
| Caballero      | perdida                                              | Pinacoteca di Brera | Accademia Carrara   |
| Dama a caballo | Beinecke Library                                     | —                   | —                   |
| Sota           | Beinecke Library                                     | Pinacoteca di Brera | Accademia Carrara   |
| Damisela       | Beinecke Library                                     | —                   | —                   |
| 10             | Beinecke Library                                     | Pinacoteca di Brera | Collezione Colleoni |
| 9              | Beinecke Library                                     | Pinacoteca di Brera | Morgan Library      |
| 8              | Archivo:Visconti Tarot'' (24).jpg · Beinecke Library | Pinacoteca di Brera | Collezione Colleoni |
| 7              | Beinecke Library                                     | Pinacoteca di Brera | Accademia Carrara   |
| 6              | Beinecke Library                                     | Pinacoteca di Brera | Accademia Carrara   |
| 5              | Beinecke Library                                     | Pinacoteca di Brera | Accademia Carrara   |
| 4              | Beinecke Library                                     | Pinacoteca di Brera | Morgan Library      |
| 3              | Beinecke Library                                     | Pinacoteca di Brera | Accademia Carrara   |
| 2              | Beinecke Library                                     | Pinacoteca di Brera | Collezione Colleoni |
| Asso (as)      | Beinecke Library                                     | Pinacoteca di Brera | Morgan Library      |